# Funkcore
Funkcore er en musikgenre, der er opstået som en fusion af amerikansk hardcore punk og funk. Som oftest er musikken karakteriseret ved hårdt, støjende og hastigt guitarspil, men i modsætning til det meste rock er guitaren ikke mere vigtig end bassen, der til gengæld er væsentlig tungere. Trommerne er ofte inspireret af funk-musikken, men med intens, heavy metal-lignende anslag. Synthersizere eller trompeter kan være med i musikken, selvom de ikke er afgørende.
Siden den tidlige punk er nogle bands blevet inspireret af funk og soul. The Clash inkorporerede i en kort periode en funk-lyd på nogle af numrene på albummet Sandinista!. Senere var post-punk-gruppen Gang of Four involveret i at kombinere punklyden med en funky basgang. Men det første band, der lavede en helhjertet fusion af funk og punk var The Big Boys, der ofte omtales som det første funkcore-band. Bandet blev i sin levetid kendt for eksplosive og funky liveoptrædender. Big Boys kan ses som direkte inspiration for Fishbone og Red Hot Chili Peppers. Sidstnævntes funky, bastunge musik blev definerende for mange efterfølgende funkcore-bands, og er siden blevet betegnet som det hidtil mest kendte funkcore-band.
Mange bands siger, at de er blevet inspireret af Faith No Mores funk-metal-lyd. I 1990'erne var populære bands som Rage Against the Machine, Red Hot Chili Peppers og Primus en væsentlig del af funk-metalscenen. Nogle funkcore-bands, især de, der er inspireret af punkmusikken og af Rage Against the Machine, er meget politiske, eksempelvis australske Liberty Spike eller britiske James Brown's Corpse. Den amerikanske funkcore-scene er mindre politisk (og, vil nogen hævde, meget mere kommerciel), med bands som Xashinto Fwong og The New Imprints som eksempler på amerikansk funkcore. Tidlige Incubus-numre betragtes som funkcore.